# Kleingebiet Lengyeltóti
Das Kleingebiet Lengyeltóti (ungarisch Lengyeltóti kistérség) war bis Ende 2012 eine ungarische Verwaltungseinheit (LAU 1) innerhalb des Komitats Somogy in Südtransdanubien. Im Zuge der Verwaltungsreform Anfang 2013 wurde das Kleingebiet aufgelöst und alle Gemeinden komplett in den Kreis Fonyód (ungarisch  Fonyódi járás) übernommen.
Ende 2012 lebten im Kleingebiet Lengyeltóti auf einer Fläche von 272,62 km² 10.983 Einwohner. Es war das kleinste und bevölkerungsschwächste Kleingebiet im Komitat und hatte eine Bevölkerungsdichte von 40 Einwohnern/km².
Der Verwaltungssitz befand sich in der einzigen Stadt Lengyeltóti (3.123).

## Ortschaften
Die folgenden zehn Ortschaften gehörten zum Kleingebiet:
| Buzsák  | Gyugy | Hács        | Kisberény | Lengyeltóti  |
| Öreglak | Pamuk | Somogyvámos | Somogyvár | Szőlősgyörök |